# Schlacht bei Bouvines
Die Schlacht bei Bouvines fand am 27. Juli 1214 bei der Ortschaft Bouvines zwischen Lille und Tournai statt. Der Ort gehörte damals zu der Grafschaft Flandern, die ein Teil des Königreichs Frankreich war, und liegt heute im französischen Département Nord der Region Hauts-de-France.
In dieser Schlacht standen sich ein Heer des französischen Königs Philipp II. August und ein englisch-welfisches Heer unter der Führung Kaiser Ottos IV. gegenüber. Sie endete mit einem Sieg von Philipp II. Sie war die einzige Schlacht des Mittelalters, in der sich der Römisch-deutsche Kaiser und der König von Frankreich persönlich auf dem Schlachtfeld gegenüberstanden.

## Ursachen

### Frankreich gegen Plantagenet

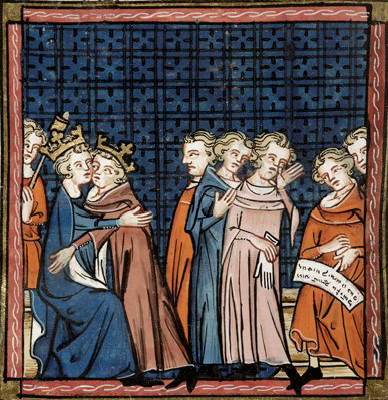
König Philipp II. August und König Johann Ohneland besiegeln den brüchigen Frieden von Le Goulet (1200) mit einem Kuss. Darstellung aus den Chroniques de Saint-Denis, 14. Jahrhundert.

Der Konflikt zwischen dem König von Frankreich und dem König von England war weniger ein nationaler Gegensatz zwischen Frankreich und England, sondern zwischen dem französischen Königtum (Kapetinger) und seinen Vasallen aus dem Hause Plantagenet. Seine Ursache ist letztlich der Zerfall des Königtums der Karolinger und der Dynastiewechsel zu den Kapetingern vom 9. bis 10. Jahrhundert. In dieser Zeit zerfiel das westfränkische Reich in eine Vielzahl von faktisch souveränen Lehnsfürstentümern, unter denen die Könige als Herren der Île-de-France nur eine von vielen waren. Ihre den Fürsten übergeordnete Position wurde lediglich von dem feudalstaatlichen Gedanken getragen, indem der König an der Spitze der Lehnspyramide stand und die Fürsten ihm als lehnsnehmende Vasallen untertan waren. Faktisch aber waren viele dieser Fürsten so mächtig, dass sie die Oberhoheit der Könige allenfalls formal anerkannten und letztlich eine eigenständige Politik betrieben, die im Zweifelsfall auch gegen den König selbst gerichtet sein konnte. Verschärft wurde dieser Zustand, als im Jahr 1066 der Herzog der Normandie seinen Eroberungszug nach Britannien unternahm und zum König von England gekrönt wurde. Das so entstandene „anglonormannische Reich“ stellte den weiteren Zusammenhalt des französischen Lehnsverbandes erstmals in Frage, indem ihm mit der Normandie eines seiner größten Fürstentümer zu entgleiten drohte.
Diese Lage spitzte sich in der Mitte des 12. Jahrhunderts weiter zu, als die aus dem Anjou stammenden Plantagenets das „anglonormannische Reich“ übernahmen und es mit dem Erwerb des Fürstentums Aquitanien zum sogenannten „angevinischen Reich“ ausbauten. Sie beherrschten somit den gesamten Westen und Süden Frankreichs und waren zugleich als Könige Englands die Oberherren der britischen Insel, während das französische Königtum in ihrem Schatten zu zerfallen drohte. König Philipp II. von Frankreich stellte sich dieser drohenden Entwicklung entgegen und versuchte die Macht der Plantagenets zu zerschlagen, indem er ihre innerdynastischen Konflikte zu seinem Vorteil auszunutzen suchte. Gegenüber seinem Hauptrivalen Richard Löwenherz war er dabei aber stets militärisch unterlegen, erst dessen überraschender Tod 1199 brachte die entscheidende Wende. Richards jüngerem Bruder Johann Ohneland gelang es nicht, seine Autorität gegenüber seinen eigenen Vasallen aufrechtzuerhalten. Gleichzeitig konnte Philipp II. mit lehnsrechtlichen Mitteln gegen ihn vorgehen, nachdem Johann seinerseits mehrfach die Bestimmungen des französischen Feudalrechts verletzt hatte. Im Jahr 1202 erklärte König Philipp II. ihn per Gerichtsurteil aller seiner Territorien in Frankreich verlustig und setzte diesen Beschluss bis zum Jahr 1204 erfolgreich militärisch um.
Das angevinische Reich wurde zerschlagen, und zugleich konnte Philipp II. den Ausbau des französischen Königtums zur alleinigen gesetzgebenden und herrscherlichen Gewalt in seinem Königreich ausbauen. Diese Entwicklung aber wurde mit den Ereignissen im Vorfeld der Schlacht im Jahr 1214 noch einmal in Frage gestellt.

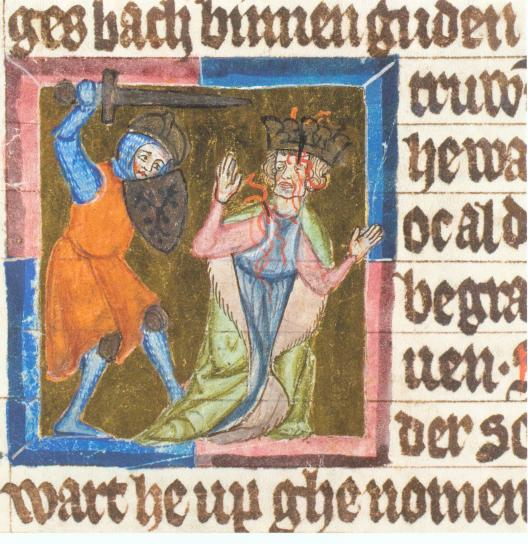
Pfalzgraf Otto von Wittelsbach erschlägt Philipp von Schwaben. Miniatur aus der Sächsischen Weltchronik, Norddeutschland, erstes Viertel des 14. Jahrhunderts, Berlin, Staatsbibliothek Preußischer Kulturbesitz, Ms. germ. fol. 129, fol. 117v

### Der deutsche Thronstreit

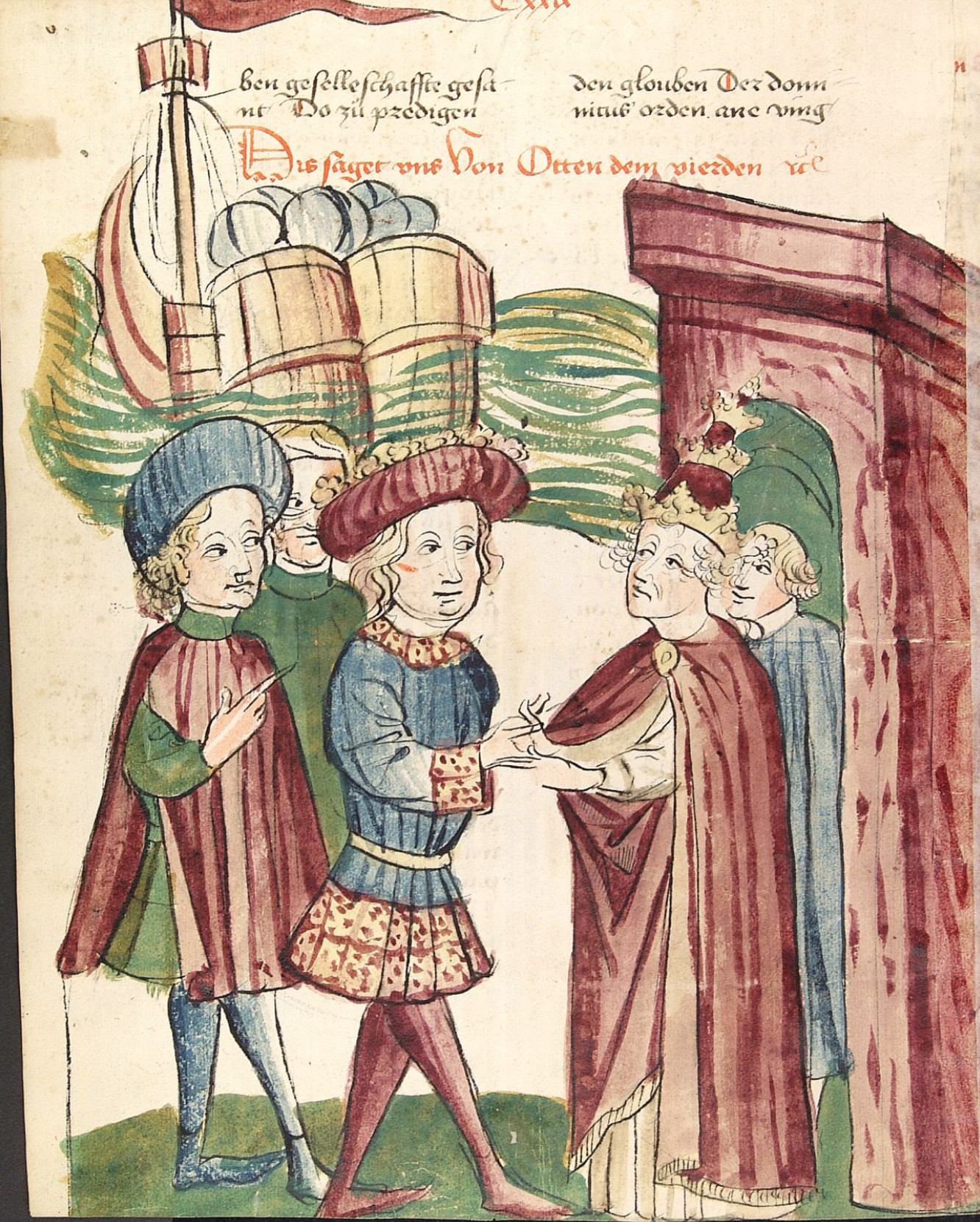
Otto IV. und Papst Innozenz III. begegnen sich vor den ankommenden Schiffen Friedrichs II. Die Darstellung stammt aus der Werkstatt des Diebold Lauber und bezieht sich auf den Romzug Ottos IV. 1209.

In dem durch die Doppelwahl Philipps von Schwaben und Ottos IV. ausgelösten deutschen Thronstreit waren alle maßgebenden Mächte Westeuropas verwickelt. Der Plantagenet Johann Ohneland galt dabei als Verbündeter seines welfischen Neffen Otto von Braunschweig, durch dessen Königtum in Deutschland er Frankreich umklammern konnte. Dies wiederum machte König Philipp II. zum Verbündeten seines staufischen Namensvetters, mit dessen Hilfe er einer Umklammerung zu entgehen hoffte. Trotz der Bevorzugung des Welfen durch den Papst schien sich die französisch-staufische Sache nach mehreren militärischen Erfolgen Philipps von Schwaben durchzusetzen, bis der Staufer im Jahr 1208 in Bamberg einem Attentat zum Opfer fiel. Damit schien die Entscheidung gefallen zu sein. Mehrere staufische Parteigänger in Deutschland erkannten nun Otto IV. als rechtmäßigen König an. Der zog 1209 nach Rom, um vom Papst die Kaiserkrone zu empfangen.
Das anschließende Handeln Kaiser Ottos IV. führte aber zu einer erneuten Veränderung der Lage, indem er unmittelbar nach seiner Krönung Unteritalien eroberte und damit eine Wiederaufnahme der staufischen Italienpolitik betrieb. Dies zwang Papst Innozenz III. zum Umdenken in seiner Haltung gegenüber dem Welfen, den er 1210 exkommunizierte. Der Papst nahm Kontakt mit König Philipp II. von Frankreich auf, der die Chance nutzte, um der drohenden Umklammerung seines Königreiches doch noch zu entgehen. Zusammen unterstützten sie in Deutschland die Abfallbewegungen staufisch gesinnter Fürsten, die 1211 in Nürnberg den jungen sizilianischen König Friedrich II. von Hohenstaufen zum König wählten. Kaiser Otto IV. kehrte darauf nach Deutschland zurück, um seine Autorität wiederherzustellen. Aber nur ein Jahr später betrat Friedrich selbst in Konstanz deutschen Boden, im November 1212 erfolgte in Vaucouleurs die Erneuerung der französisch-staufischen Allianz.
Im April 1213 hatte sich König Philipp II. zu einem offensiven Vorgehen gegen den vom Papst gebannten Johann Ohneland entschieden und ein Heer in Boulogne versammelt, um eine Invasion in England zu wagen. Der Angriff musste jedoch abgesagt werden, nachdem sich Johann dem Papst unterworfen hatte. Stattdessen zog Philipp gegen Flandern, dessen Graf Ferrand wie auch der Graf Rainald von Boulogne (Renaud de Dammartin) sich gegen ihn erhoben hatten. Beide Grafen wurden zur Flucht nach England genötigt, wo sie im Frühjahr 1214 gegenüber Johann Ohneland huldigten und damit bezogen auf den König von Frankreich Felonie (Hochverrat) begingen. Johann Ohneland hingegen erkannte in diesem Abfall eine Chance, durch ein offensives Vorgehen gegen Philipp II. seine verloren gegangenen Besitzungen auf dem Festland zurückzugewinnen.

## Der Weg nach Bouvines
Mit seinem Neffen, Kaiser Otto IV., vereinbarte Johann einen kombinierten Angriff auf Frankreich, der das kapetingische Königtum endgültig vernichten und damit die Entscheidung in Frankreich und Deutschland zu Gunsten ihrer Sache bringen sollte. Ihr ursprünglicher Plan sah einen Angriff aus zwei Richtungen vor. Im Frühjahr landete Johann mit einem Heer an der Küste der Saintonge, marschierte durch das Poitou, eroberte das bretonische Nantes und drang darauf in das Anjou vor. Dadurch sollte Philipp von Paris weg in den Südwesten gelockt werden, um einen Einmarsch Ottos über den Nordosten (Flandern) und die Eroberung von Paris zu ermöglichen. Der Plan schien zunächst zu gelingen, denn Philipp eilte Johanns Invasion im Februar 1214 entgegen. Ottos Heer stand jedoch nicht rechtzeitig bereit; Philipp erfuhr von Ottos drohender Invasion, beließ sein Heer in der Obhut seines Sohnes Prinz Ludwig, kehrte nach Paris zurück und organisierte die Aufstellung eines zweiten Heeres, mit dem er gegen den Kaiser ziehen wollte.
Anfang Juli 1214 hatte Otto endlich sein Heer in der Kaiserpfalz Aachen zusammengezogen und begann seinen Marsch nach Flandern. Am 12. Juli erreichte er Nivelles, wo am 21. Juli die Kontingente der Grafen von Flandern und Boulogne sowie ein englisches Kontingent unter dem Graf von Salisbury zu ihm stießen. Zu diesem Zeitpunkt aber hatte Johann schon am 2. Juli 1214 bei Roche-aux-Moines eine schwere Niederlage gegen den Prinzen Ludwig hinnehmen und sich in den Süden zurückziehen müssen, wo er fortan an einem weiteren Vormarsch gehindert wurde.
Am 23. Juli hatte Philipp seine Rüstungen beendet und von Péronne aus seinen Marsch nach Flandern begonnen. Am 25. Juli überquerte er die bei Bouvines gelegene Brücke über die Marque und lagerte an deren rechtem Ufer. Philipp befand sich damit bereits auf feindlichem Gebiet, denn der größte Teil Flanderns stand mit seinem Grafen gegen ihn. Am 26. Juli konnte Philipp nach kurzem Kampf in Tournai einziehen. Kaiser Otto, der inzwischen Valenciennes erreicht hatte, wurde dadurch auf das französische Heer aufmerksam und erreichte am Morgen des 27. Juli das nur sechs Meilen südlich von Tournai gelegene Mortagne. Philipp wollte sofort zum Angriff übergehen, wurde aber von seinen Ratgebern zu einer Rückzugsbewegung nach Lille umgestimmt, wodurch ihnen der Weg in das französische Kernland offen bleiben sollte.

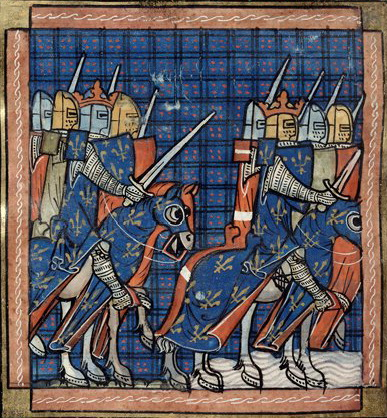
Angeführt von ihrem König marschieren die französischen Ritter dem Feind entgegen. Darstellung aus den Chroniques de Saint-Denis, 14. Jahrhundert.

Um den Rückzugsort Lille noch erreichen zu können, hätte Philipp sein Heer ein zweites Mal über die Brücke von Bouvines führen müssen, da sie kilometerweit die einzige Möglichkeit war, das breite sumpfige Flusstal der Marque zu überqueren, das zwei Hochebenen voneinander trennt. Philipp befand sich an diesem Tag in einer prekären Lage, da sich sein Fußvolk bereits am linken Ufer der Marque befand, die Reiterei noch nicht, womit er sich für den Fall eines Überraschungsangriffs in einer nachteiligen Position befand. Da setzten sich der Vizegraf von Melun und der Bischof von Senlis mit einer Abteilung leichter Reiterei und Armbrustschützen zu einem Erkundungszug vom Heer ab. In etwa drei Meilen Entfernung entdeckten sie das Heer des Kaisers, worauf der Bischof eilends den König vor der Gefahr warnte. Die Mehrheit der Barone ließ sich davon jedoch nicht umstimmen, da sie glaubten, der Kaiser würde zuerst nach Tournai ziehen. Inzwischen aber hatte der Kaiser die Position des Vizegrafen von Melun erreicht, der sich sofort in den Kampf stürzte und dadurch den weiteren Vormarsch Ottos aufhielt. Durch den entstandenen Kampflärm wurde nun auch der Rest des französischen Heeres von der nahen Gefahr überzeugt, Philipp befahl die schleunige Umkehr seines Fußvolks und die Aufstellung des Heeres zur Schlacht. Otto, der so um das Überraschungsmoment gebracht wurde, ließ sein Heer anhalten und über die gesamte Ebene zwischen Bouvines und Tournai Aufstellung beziehen.
Um die Mittagsstunde des 27. Juli 1214 standen sich beide Heere auf einer 1,5 km breiten Front gegenüber. Es war ein Sonntag, ein geheiligter Kirchentag, an dem seit fast 200 Jahren die „Waffenruhe Gottes“ (Sonntagsfrieden) galt. Das Vergießen von Blut war an solch einem Tag ebenso verboten wie sexueller Verkehr und Handel. Geistliche Würdenträger waren in solchen Fällen dazu ermächtigt, die Exkommunikation gegen die Friedensbrecher auszusprechen. Der englische Chronist Roger of Wendover berichtete, dass der Graf von Boulogne seinen Verbündeten von einem Kampf an diesem Tag abgeraten haben soll, damit sie sich nicht der Beschmutzung dieses Tages durch Menschenmord und Blutvergießen schuldig machen. Der Kaiser soll ihm beigepflichtet haben, habe sich aber letztlich von dem gotteslästerlichen Hugues de Boves doch zum Kampf hinreißen lassen.

## Aufmarsch
Der König von Frankreich führte etwa 1.300 Ritter und ebenso viele berittene Knechte, sowie etwas mehr als 4.000 Kämpfer zu Fuß an. Die Kavallerie des römisch-deutschen Kaisers war nur etwas stärker, allerdings besaß er ein deutliches Übergewicht an Fußvolk. Insgesamt standen etwa 4.000 Berittene und etwa 12.000 Fußkämpfer auf dem Feld zwischen Bouvines und Tournai.

### Das Heer des französischen Königs
Die Zusammensetzung der vom König von Frankreich geführten Ritterschaft war regional homogen. Die Ritter stammten hauptsächlich aus den nordfranzösischen Regionen der Picardie, dem Laonnois, dem Burgund und der Champagne. Die Mehrheit der Ritterschaft der Île-de-France befand sich auf dem gleichzeitig stattfindenden Albigenserkreuzzug. Die Normandie stellte vermutlich nur ein kleines Aufgebot, lediglich zwei Ritter wurden namentlich genannt. Diese Provinz gehörte noch bis 1204 den Plantagenets an, weshalb man wohl der Gefolgschaftstreue ihrer Ritter wenig Vertrauen schenkte. Die Ritter des Anjou und der Touraine waren noch mit dem Prinzen Ludwig in die Kämpfe gegen Johann Ohneland involviert, teilweise sogar mit diesem verbündet oder nahmen eine abwartende neutrale Haltung ein.
Das Fußvolk setzte sich aus den Milizen von 16 Kommunen der Picardie und des Laonnois zusammen, von denen 15 namentlich bekannt sind: Noyon, Amiens, Soissons, Beauvais, Arras, Montdidier, Montreuil, Hesdin, Corbie, Roye, Compiègne, Bruyères, Cerny, Grandelain und Vailly.

### Das Heer des römisch-deutschen Kaisers
Kaiser Otto IV. führte hauptsächlich sächsische und niederlothringische Ritter an, entsprechend den Regionen des Reiches, aus denen sein treuester Anhang stammte. Ein großer Teil seines Heeres wurde von seinen Verbündeten gestellt. Der dem französischen König abtrünnig gewordene Graf von Flandern führte flämische Ritter und Kommunalmilizen ins Feld. Ihm hatten sich auch einige Ritter aus dem Artois angeschlossen, einer ehemaligen flämischen Provinz, die nach einigen Erbstreitereien an den französischen Kronprinz gefallen war. Unter Rainald I. von Dammartin kämpften weitere abtrünnige französische Ritter sowie Brabanzonensöldner. Der Graf von Salisbury führte ein Kontingent englischer Ritter an.

### Ausrüstung
Die Heere beider Seiten waren sowohl von Reiterkontingenten als auch aus großen Abteilungen Fußvolk zusammengesetzt. Letztere waren auf beiden Seiten deutlich überpräsent, doch waren sie bedingt durch ihre leichte Ausrüstung nur von geringem militärischen Wert. Das Geschehen auf dem Feld von Bouvines wurde von der gepanzerten Reiterei bestimmt, weshalb diese Schlacht zu den klassischen Ritterschlachten des Mittelalters gezählt wird.
Die Qualität der Ausrüstung unterschied sich je nach Stand und Vermögen der berittenen Kämpfer, denn nicht jeder Berittene bei Bouvines war auch ein Ritter. Gerade an der Wende vom 12. zum 13. Jahrhundert, als sich das Rittertum in einen festen sozialen Stand einzurichten begann, zu dessen Erhalt eine entsprechende finanzielle Basis vonnöten war, konnten sich immer weniger Angehörige des Kleinadels die nötigen Voraussetzungen für die Erteilung der Schwertleite leisten und zogen es deshalb vor, als Edelknechte in den Kampf zu ziehen. Die kostspieligen waffentechnischen Entwicklungen dieser Zeit haben diesen Wandel der sozialen Stellung des Ritters zusätzlich gefördert. Der Bannerträger des Königs, Galon de Montigny, soll ein so armer Ritter gewesen sein, dass er seinen gesamten Besitz verpfänden musste, um sich für die Schlacht eine halbwegs brauchbare Rüstung leisten zu können. Das aus Eisenringen oder Plättchen bestehende Panzerhemd (Brünne) bildete den gängigsten Schutz der Reiterei. Die wohlhabenden Ritter und Barone konnten sich bei Bouvines bereits mit metallenen Arm- und Beinkleidern, die über Hand- und Fußgelenke reichten, zusätzlich schützen. Der Kopf wurde durch den zylindrisch geformten Topfhelm geschützt, der das Gesicht vollständig verdeckte und lediglich kleine Öffnungen für Sicht und Atmung besaß. Edelknechte und weniger vermögende Ritter trugen hingegen noch veraltete Nasalhelme. Da man die Identität der meisten Ritter auf dem Schlachtfeld kaum noch ausmachen konnte, diente das Wappen dem Ritter zur eigenen Erkennung wie auch für den Gegner. Auf leichtem Stoff aufgetragen, wurde das Wappen über einen V-Schild gespannt, nicht selten wurde es gleich beim ersten Zusammenstoß mit dem Gegner beschädigt oder ganz zerrissen. Die Bewaffnung der Ritter bestand neben der Lanze als Stoßwaffe aus Schwert, Messer und Streitkolben für den Nahkampf. Der Bischof von Beauvais soll lediglich mit einer Keule gekämpft haben, da ihm sein geistlicher Stand das Tragen ritterlicher Waffen verbot.
Das Fußvolk besaß kaum ausreichenden Schutz. Es trug einfache Lederröcke, hohe Gamaschen und bestenfalls Eisenkappen. Trotz seiner geringen Bedeutung für den Schlachtverlauf stellte der gemeine Kämpfer zu Fuß deshalb das Gros der Gefallenen. Die einzige Waffe von Bedeutung, die er besaß, waren mit Haken und Spitzen versehene Spieße, mit denen die Ritter von ihren Pferden gezogen wurden. Diese Waffen galten deshalb als unritterlich, entsprechend wurden sie in dem vom Kaplan des französischen Königs geschilderten Schlachtbericht nur vom Gegner verwendet, wenngleich die Nutzung solcher Waffen auch auf französischer Seite wahrscheinlich ist. Eine später entstandene deutsche Chronik aus der schwäbischen Abtei Ursberg machte wiederum einzig den Franzosen die Verwendung dieser Waffen zum Vorwurf.

### Schlachtordnung
Das französische Heer war in den üblichen drei Schlachthaufen formiert: im Zentrum stand der König mit dem Lilienbanner und den Rittern seines Haushaltes, deren inoffizieller Anführer der kampferprobte Guillaume des Barres (La Barrois) war. Mit dem Grafen von Bar befand sich nur ein Vertreter des hohen Adels an seiner Seite, weil dieser noch zu jung (das heißt unverheiratet) war. Die Ritterschaft stand hier in der vordersten Reihe, während die Fußtruppen der Kommunalmilizen mit der Oriflamme hinter ihnen Aufstellung bezogen hatten. Der linke Flügel, bestehend aus den wenigen Rittern der Île-de-France und Normandie, die von dem königlichen Vetter Graf Robert II. von Dreux angeführt wurden. Auf dem rechten Flügel standen die Ritter aus Burgund und der Champagne unter dem Herzog Odo III. von Burgund.
Das Heer der englisch-welfischen Verbündeten war ebenso formiert: im Zentrum Kaiser Otto mit seinen sächsischen Rittern und Fußknechten, dazu die Kontingente der niederlothringischen Fürsten. An seinem linken Flügel standen die flämischen Ritter und Milizionäre unter ihrem Grafen. Rechts englische und französische Ritter unter den Grafen von Boulogne und Salisbury, zusätzlich die Brabanzonen.
Aus den Überlieferungen, Rechnungsbüchern, Gefangenenlisten und den Listen derer, die als Bürgen für Lösegelder standen, konnten etwa 300 Personen, die an dieser Schlacht teilgenommen haben, namentlich identifiziert werden. Bis auf vier Ausnahmen waren alle mindestens von ritterbürtigem Stand und nur etwa ein Dutzend treten in den Überlieferungen zeitgenössischer Chronisten für den Schlachtverlauf in ein größeres Licht.
| Position                             | Frankreich |  | Kaiserliche | Position       |
| ------------------------------------ | --- |  | --- | -------------- |
| linker Flügel                        | Graf Robert II. von Dreux Graf Peter von Auxerre Graf Wilhelm II. Talvas von Ponthieu Bischof Philipp von Beauvais Bischof Robert von Laon Jean de Nesle Thomas de Saint-Valéry                                                                                                   |  | Graf Rainald von Boulogne (G) Graf William Longespée von Salisbury (G) Graf Simon von Aumale Ebrald de Isica (Evrard d'Isque) (G) Hugues de Boves                                                                                          | rechter Flügel |
| Zentrum                              | König Philipp II. Guy II. de Dampierre Graf Heinrich II. von Bar Enguerrand III. de Coucy Thomas de Vervins Guillaume des Barres Barthélemy de Roye (Kämmerer) Galon de Montigny (Bannerträger) Pierre de Mauvoisin Girard la Truie Guillaume de Garlande Étienne de Longchamps † |  | Kaiser Otto IV. Herzog Theobald I. von Lothringen Herzog Heinrich I. von Brabant Herzog Heinrich III. von Limburg Markgraf Philipp II. von Namur Graf Wilhelm I. von Holland Graf Otto I. von Tecklenburg (G) Graf Konrad von Dortmund (G) | Zentrum        |
| rechter Flügel                       | Herzog Odo III. von Burgund Graf Walter von Saint-Pol Graf Wilhelm von Sancerre Graf Heinrich V. von Grandpré Graf Johann von Beaumont Graf Arnold II. von Guînes Bischof Guérin von Senlis (Kanzler) Vizegraf Adam von Melun Mathieu de Montmorency                              |  | Graf Ferrand von Flandern (G) Robert VII. de Béthune Hellin de Wavrin (G) Gautier de Ghistelles (G) Arnaud d’Audenarde (G) Rasse de Gavre der Ältere Rasse de Gavre der Jüngere † Eustache de Maldeghem † Jean Buridan (G)                 | linker Flügel  |
| weitere Teilnehmer                   | |  | |                |
|                                      | Graf Raoul I. von Soissons Graf Thomas von Le Perche Graf Johann II. von Roucy Vizegraf Gottfried V. von Châteaudun Guy de Senlis (Großmundschenk) Walter II. von Avesnes Guillaume de Tancarville † Robert d'Estouteville Alain de Roucy Florent de Ville                        |  | Graf Walram von Luxemburg Graf Rudolf I. von Eu Hervé de Donzy Burkhard von Avesnes |                |
| † = gefallen; (G): gefangen genommen | |  | |                |

## Die Schlacht

### Eröffnung des Kampfes
Der Kampf begann mit einer „Unsportlichkeit“ der Franzosen auf deren rechten Flügel. Der Bischof von Senlis führte ohne Wissen des Königs 150 berittene Knechte gegen die Reihe der Flamen, die es als unwürdig empfanden, nicht von Rittern gefordert zu werden, und sich deshalb zunächst in ihren Stellungen hielten. Der Angriff hatte keine besondere Wirkung, aber nachdem er erwartungsgemäß abgewehrt worden war, stürzten sich im Gegenzug einige flämische Ritter in den Nahkampf mit französischen Rittern. Eustache de Maldeghem war der erste Ritter dieser Schlacht, der getötet wurde, Gautier de Ghistelles und Jean Buridan die ersten, die von den Franzosen gefangen genommen wurden.
Anschließend begann der offene Kampf, nachdem sich der gesamte rechte Flügel der Franzosen in den Kampf gestürzt hatte. Dem Herzog von Burgund wurde das Pferd unter dem Sattel getötet, er kämpfte mit einem neuen weiter. Andere Ritter, denen es ebenso widerfuhr, setzten den Kampf zu Fuß fort.

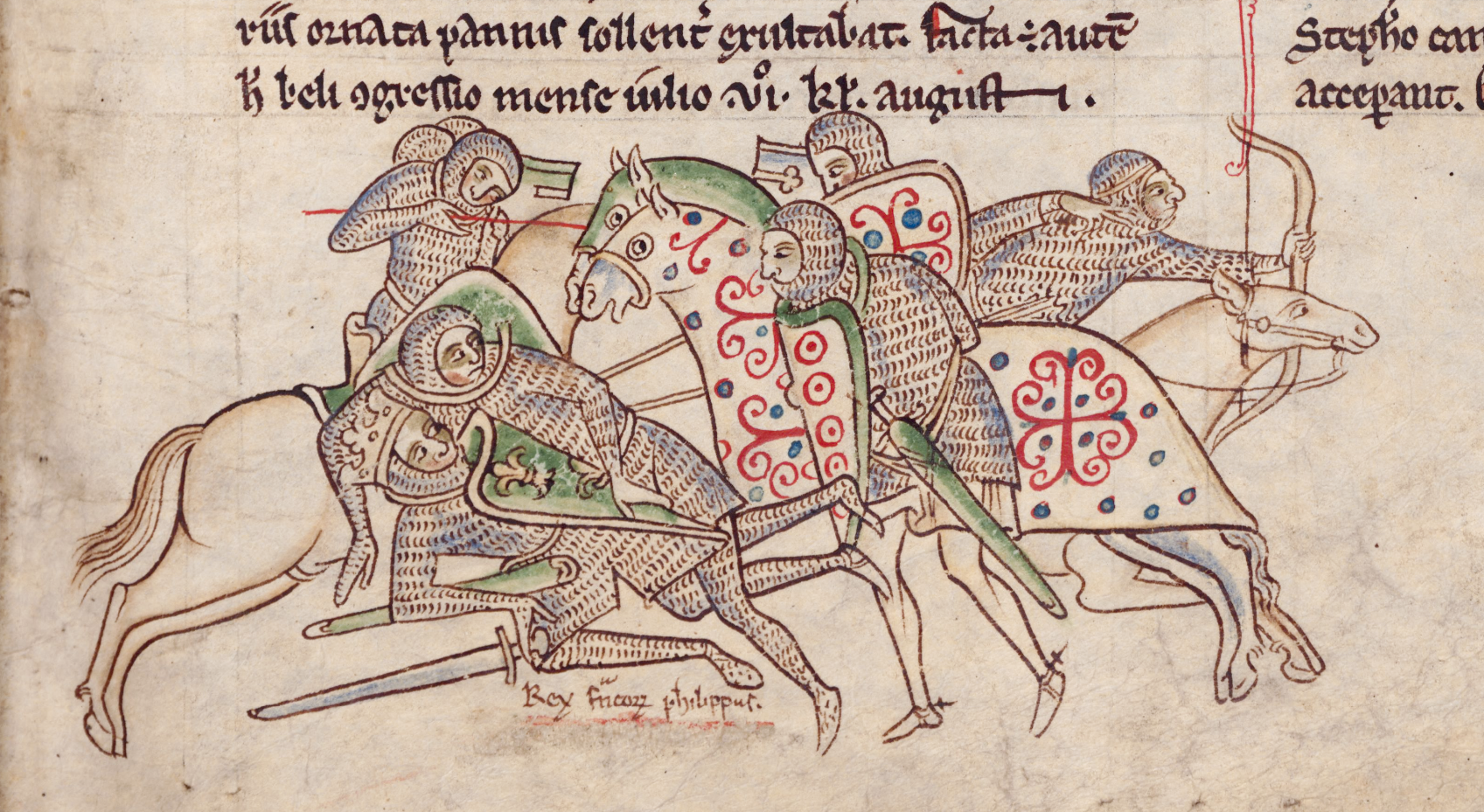
König Philipp II. wird am Boden liegend von seinen Feinden bedrängt. Seine Ritter eilen zu seiner Rettung herbei. (Darstellung aus der Chronica Majora des Matthäus Paris, 13. Jahrhundert.)

### Angriff des französischen Fußvolkes
Im Zentrum wurde der Kampf durch das französische Fußvolk begonnen, das sich aus dem Rücken der Linie vor die Reihe des Königs umpositionierte und dann begann, gegen die Reihe des Kaisers vorzumarschieren. Allerdings wurden die einfachen Kämpfer schnell und unter großen Verlusten von den sächsischen Rittern des Kaisers an die Linie des Königs zurückgeschlagen. Als die königlichen Ritter die Gefahr für ihren Herrn erkannten, bildeten sie unter der Führung des Guillaume des Barres eine schützende Mauer vor ihm, um den Gegenangriff der Deutschen (furor Teutonicus) abzuwehren. Dennoch gelang es dem sächsischen Fußvolk, in dem nun entstehenden Handgemenge Lücken zu finden, und drang bis zu König Philipp vor. Mit Lanzen und Eisenhacken gelang es ihnen, den König vom Pferd zu ziehen. Aber bevor sie ihn töten konnten, griffen mehrere königliche Ritter in das Geschehen ein und töteten die Sachsen.
Nachdem König Philipp wieder im Sattel saß, entwickelte sich ein Kampf zwischen seinen Rittern und denen des Kaisers. Étienne de Longchamps wurde neben dem König getötet, als sich ein Messer durch die Sehschlitze seines Helmes in seinen Kopf gebohrt hatte.

### Der König als Ziel
Die Strategie des Kaisers und seiner Verbündeten sah vor, die Wucht ihres Angriffes direkt auf König Philipp zu lenken, um eine schnelle Entscheidung zu erzwingen. Laut Briton nahmen sie dabei auch den Tod des Königs in Kauf. Graf Rainald von Boulogne orientierte dementsprechend die Stoßrichtung seines Flügels zunächst auf das Zentrum des Gegners. Es gelang ihm, bis zum König vorzudringen und ihn zu bedrohen, er wurde aber von einem königlichen Ritter wieder zurückgeworfen. Ein weiteres Vorgehen Rainalds gegen den König scheiterte dann an seinem Gegenüber, dem Grafen von Dreux, der sich mit seinem Flügel zwischen ihn und das königliche Zentrum drängte. Der Graf von Boulogne bildete darauf mit seinen Fußknechten und Söldnern einen doppelten Ringwall, indem er sich mehrmals zurückzog, um sich von den Anstrengungen des Kampfes zu erholen, nur um sich danach wieder frisch in den Kampf werfen zu können.

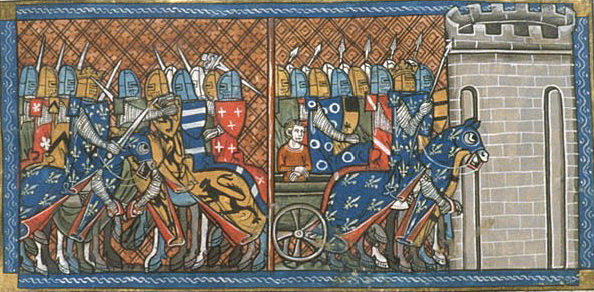
Graf Ferrand von Flandern im Kampf gegen Philipp II. August (links), der siegreiche König von Frankreich führt den Grafen von Flandern in die Gefangenschaft (rechts). Darstellung aus den Chroniques de Saint-Denis, 14. Jahrhundert.

### Gefangennahme des Grafen von Flandern
Dem Grafen von Boulogne folgend versuchte auch Graf Ferrand von Flandern, sich mit seinem Flügel direkt auf das französische Zentrum zu werfen, wurde aber letztlich vom Herzog von Burgund daran gehindert. Nachdem der Kampf auf diesem Flügel einige Zeit vor allem durch Zweikämpfe der Ritter untereinander geprägt wurde, ließ der Herzog von Burgund seine Ritter gezielt auf den Grafen von Flandern anstürmen, dessen engstes Gefolge dadurch zunehmend aufgerieben wurde.
Dabei wurde der Herzog beinahe von Arnaud d’Audenarde durch einen gezielten Messerhieb in die Sehschlitze seines Helmes getötet.
Letztlich gewannen die Ritter aus Burgund und Champagne die Oberhand. Der Marschall des Grafen von Flandern, Hellin de Wavrin, wurde gefangen genommen, von den gleichnamigen Brüdern de Gavre der jüngere getötet. Graf Ferrand selbst wurde mehrfach verwundet und musste sich schließlich auch aus Erschöpfung ergeben. Die flämischen Ritter nahmen darauf die Flucht auf oder orientierten sich auf die Kämpfe im Zentrum. Der linke Flügel des kaiserlichen Heeres löste sich dadurch allmählich auf.

### Entscheidung im Zentrum
Den Rittern König Philipps gelang es, sich bis zur Reihe des Kaisers vorzukämpfen, wodurch sie ihn nötigten, am Kampf teilzunehmen. Der Ritter Pierre de Mauvoisin konnte die Zügel des Kaisers ergreifen, aber es gelang ihm nicht, ihn aus dem Gewühl des Kampfes zu ziehen. Schließlich stach Girard la Truie (das Schwein) mit einem Messer auf die Brust Ottos ein. Der Hieb wurde allerdings von der Rüstung des Kaisers abgefangen und la Truie versuchte einen zweiten. Der traf allerdings das Auge des sich aufbäumenden Pferds des Kaisers, das durchging und darauf tot zusammenbrach. Als Otto versuchte, auf sein zweites Pferd zu steigen, wurde er von Guillaume des Barres bedrängt, der ihn zwei Mal versuchte am Hals zu greifen. Seine sächsischen Ritter konnten ihn aber vom Zugriff des Gegners bewahren und La Barrois seinerseits von seinem Pferd werfen.
Inzwischen hatten die Ritter Barthélemy de Roye und Guillaume de Garlande entschieden, König Philipp aus dem Kampfgeschehen zu ziehen, um ihn an einen sicheren Ort in den hinteren Reihen zu führen. Der von sächsischen Kriegern umzingelte Guillaume des Barres wurde von Thomas de Saint-Valéry, der mit 50 Rittern über das Schlachtfeld gestürmt war, aus seiner misslichen Lage befreit.
Obwohl auch Kaiser Otto wieder auf einem Pferd saß und seine Ritter die Reihen weiter hielten, entschied er sich zum Verlassen des Schlachtfeldes. Von mittelalterlichen Chronisten wurde diese Handlung abweichend voneinander bewertet. Während nahezu alle französischen Berichte einhellig von Flucht sprachen, wurde dies in englischen und deutschen Chroniken, vor allem aus dem sächsisch-welfischen Raum, entweder verschwiegen oder als ein erzwungener Rückzug dargestellt, nachdem die Franzosen in deutlich überlegener Zahl einen hinterhältigen und unritterlichen Kampf geführt hätten. Tendenziös sind sowohl die Berichte der Sieger wie der Besiegten, doch scheint sich der Kaiser tatsächlich in Lebensgefahr befunden zu haben, als er sich vom Schlachtfeld begab. Otto wurde von seinen Leibrittern in Sicherheit gebracht. Sie ließen den goldenen Trosswagen, der von den Franzosen zerstört wurde, und die Standarte mit dem Reichsadler zurück, der mit gebrochenen Schwingen erbeutet wurde.

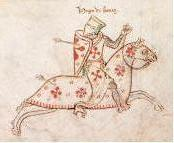
Hugues de Boves flieht vom Schlachtfeld. (Darstellung aus der Chronica Majora des Matthäus Paris, 13. Jahrhundert.)

### Letzte Kämpfe
Auf der Seite der Kaiserlichen hielt sich der Graf von Boulogne auf seinem rechten Flügel am längsten im Kampf. Als der Kaiser und die meisten seiner Ritter bereits geflohen waren, zog er sich mit sechs verbliebenen Rittern in seinen Ringwall zurück, den er wie eine Burg verteidigte. Aber letztlich wurden seine Männer von der Übermacht der Franzosen niedergemacht, er selbst wurde unter dem Körper seines Pferdes begraben, nachdem es tödlich verwundet worden war. Ein französischer Knecht riss ihm den Helm vom Kopf und fügte ihm im Gesicht eine Wunde zu. Der flämische Ritter Arnaud d’Audenarde versuchte ihn aus seiner Lage zu befreien, wurde dabei aber gefangen genommen. Mehrere französische Ritter wie zum Beispiel Jean de Nesle stritten um die Gefangennahme des Grafen von Boulogne, der aber ergab sich schließlich dem Bischof von Senlis, der inzwischen das Geschehen erreicht hatte. Der Graf von Salisbury, ein Halbbruder von König Johann Ohneland, ergab sich dem Bischof von Beauvais.
Vom Heer des Kaisers blieb nach dessen Flucht nur noch eine Abteilung Brabanzonen auf dem Schlachtfeld zurück, die sich zu einer engen Mauer formiert hatte. König Philipp beauftragte Thomas de Saint-Valéry und dessen 50 Ritter mit deren Bekämpfung, was ohne weitere Verluste hinnehmen zu müssen, schnell gelang.

## Nach der Schlacht
Das französische Heer trat noch am Abend des 27. Juli den Rückmarsch nach Paris an. In dem Kampf konnte es fünf Grafen und mindestens fünfundzwanzig bannerführende Herren des Feindes gefangen nehmen. Darunter befanden sich die Grafen Rainald von Boulogne und Ferrand von Flandern, die mit ihrer Huldigung an Johann Ohneland gegenüber dem König von Frankreich Felonie begangen hatten. Nach den geltenden Rechtsnormen dieser Zeit hätte König Philipp II. sie zum Tode verurteilen und exekutieren lassen können, er begnadigte sie allerdings und verurteilte sie lediglich zu unbestimmter Kerkerhaft, die sie in Ketten verbringen mussten. Der englische Graf von Salisbury wurde von dem Bischof von Beauvais an den Grafen von Dreux übergeben, damit dieser ihn bei Johann Ohneland für seinen Sohn Robert Gasteblé eintauschen konnte, der in Nantes gefangen genommen worden war. Der Rest der gefangenen Ritter musste sich durch Lösegeldzahlungen freikaufen.
Nach dem Bericht des Wilhelm Brito gestaltete sich der Rückmarsch zu einem einzigen Triumphzug. In jeder Ortschaft, die das Heer passierte, wurde es von der Bevölkerung feierlich empfangen und der König bejubelt. Die gefangenen Grafen von Boulogne und Flandern wurden vom Volk mit Schmähungen bedacht. Zum Gedenken an den Sieg gründete der König bei Senlis die Abbaye de la Victoire, der er sogleich einen Teil der Beute schenkte. Er beurkundete, dass in der Abtei immerwährende Danksagungen für den Sieg gesungen werden sollten. Vor den Toren von Paris wurde das Heer von Vertretern der Bürgerschaft, des Klerus und der Studentenschaft empfangen und anschließend in die Stadt geleitet.

## Folgen

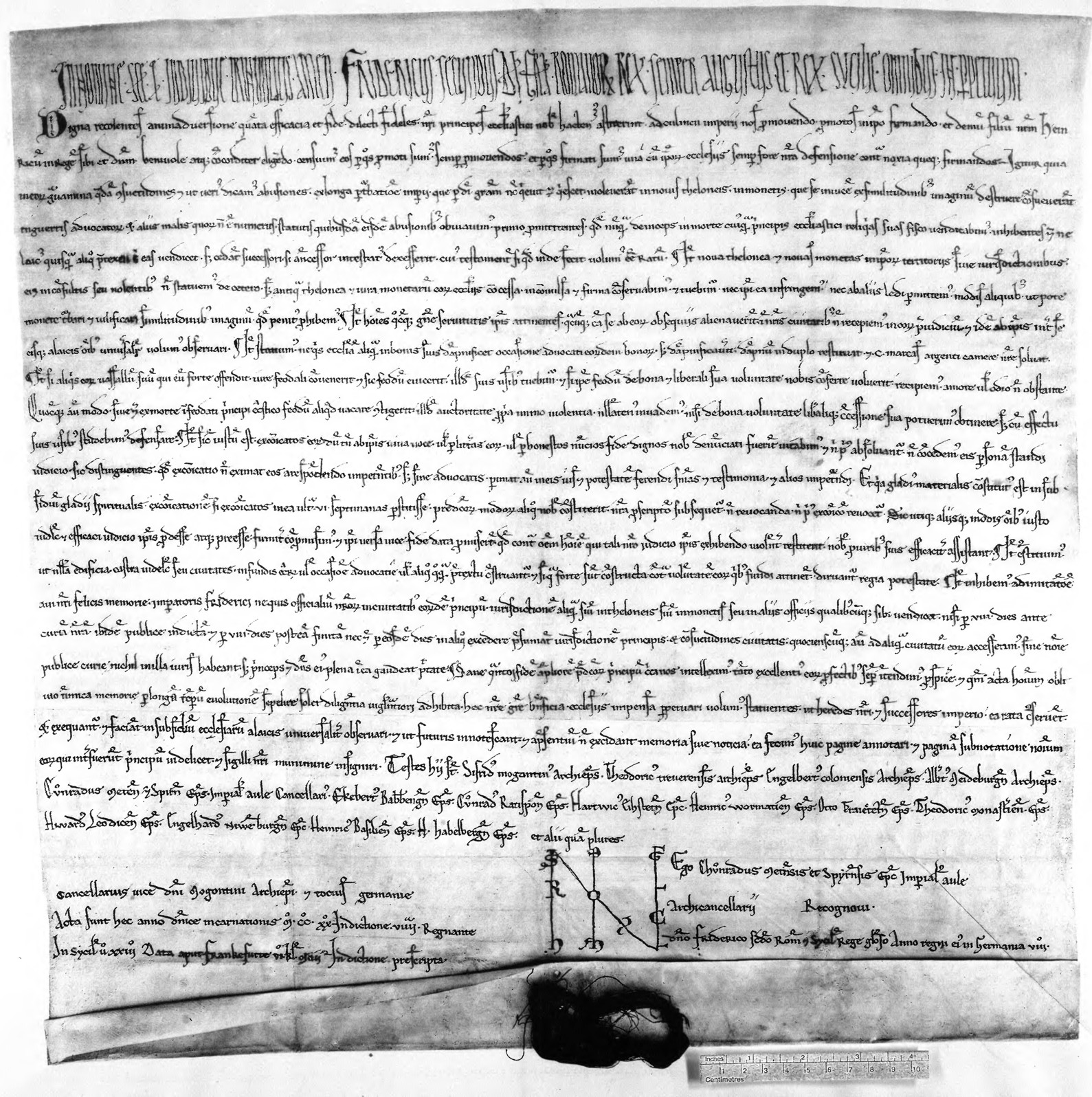
Eine Urkunde des confoederatio cum principibus ecclesiasticis, datiert vom 26. April 1220

### Staufer und Deutschland
Kaiser Otto IV. floh nach der Niederlage nach Köln und zog sich anschließend in sein Hausgut nach Braunschweig zurück. Dort starb er im Mai 1218 vereinsamt und weitgehend entmachtet, denn bereits nach der Schlacht von Bouvines erkannte die Mehrheit der deutschen Landesfürsten den Staufer Friedrich II. als ihren König an. Nach dem Tod Ottos IV. stellte die welfische Partei keinen weiteren Prätendenten auf und erkannte ebenfalls den Staufer an. Der deutsche Thronstreit war damit zu deren Gunsten entschieden.
König Friedrich II., der sich seit 1212 bis August 1220 in Deutschland aufhielt, verdankte also Philipps Sieg die Möglichkeit, tatsächlich Macht auszuüben und nicht nur ein lästiger Gegenkönig neben einem weiterhin regierenden Kaiser zu sein (wie später von 1248 bis 1254 Wilhelm von Holland neben ihm selber und danach seinem ungekrönten (!) Sohn Konrad IV.). Erst zum September 1220 kehrte er nach Italien zurück, um sich am 22. November in Rom zum Kaiser krönen zu lassen. Da er auf Betreiben des Papstes gegen Otto IV. aufgestellt worden war gegen das Versprechen, das Königreich Sizilien nicht mit dem römisch-deutschen Reich zu vereinigen, war es nur konsequent, dass er in Deutschland auf Dauer eher indirekt herrschte, durch formale Übertragung von Hoheitsrechten an geistliche und weltliche Fürsten und durch Einsetzung seines Sohnes Heinrich (VII.) (Wahl zum deutschen König am 26. April 1220, amtierend ab 1224). So verzichtete er in den kommenden Jahren auf wichtige herrschaftliche Rechte in Deutschland. In der confoederatio cum principibus ecclesiasticis (Bündnis mit den Fürsten der Kirche) von 1220 übertrug er zunächst den geistlichen Herren und in dem statutum in favorem principum (Statut zugunsten der Fürsten) von 1232 den weltlichen Herren wichtige Regalien (d. h. Königsrechte), wie das Schlagen von Münzen oder die Gerichtsbarkeit. Hatte Friedrichs Vater, Kaiser Heinrich VI., noch die Errichtung eines starken Erbkönigtums in Deutschland angestrebt, bedeutete dies faktisch eine Schwächung der zentralen Königsmacht zugunsten der landesherrschaftlichen Gewalt der deutschen Fürsten. Der deutsche Föderalismus, der die Verfassung dieses Landes bis heute prägt, fand damit seinen Anfang.

### Plantagenets und England
Nachdem ihn die Nachricht von der Niederlage seines Neffen erreicht hatte, ersuchte König Johann Ohneland durch die Vermittlung des Vizegrafen von Thouars bei König Philipp II. die Aufnahme von Waffenstillstandsverhandlungen. Johann saß seit seiner eigenen Niederlage am 2. Juli 1214 bei Roche-aux-Moines im Poitou fest und wurde ständig vom Prinzen Ludwig verfolgt. Die Niederlage des Kaisers nahm ihm die letzte Chance, den Feldzug gegen Frankreich doch noch erfolgreich beenden zu können. Am 18. September 1214 musste er in dem in Chinon vereinbarten Waffenstillstand die Bestimmungen des bereits im Jahre 1204 geschlossenen Waffenstillstandes von Thouars bestätigen, wonach er einen Verzicht auf alle französischen Territorien seiner Familie nördlich der Loire leisten musste.
Danach reiste er nach England zurück. Dort wurde er mit einer breiten Revolte seiner Barone konfrontiert, die sich an den materiellen und personellen Belastungen ihres Standes für die dynastische Politik ihres Königs in Frankreich entzündet hatte. Im Jahr 1215 war Johann bei Runnymede zur Unterzeichnung der Magna Carta Libertatum (die große Freiheitsurkunde) gezwungen, in der er den Baronen weitreichende Freiheiten und politische Mitspracherechte einräumen musste.

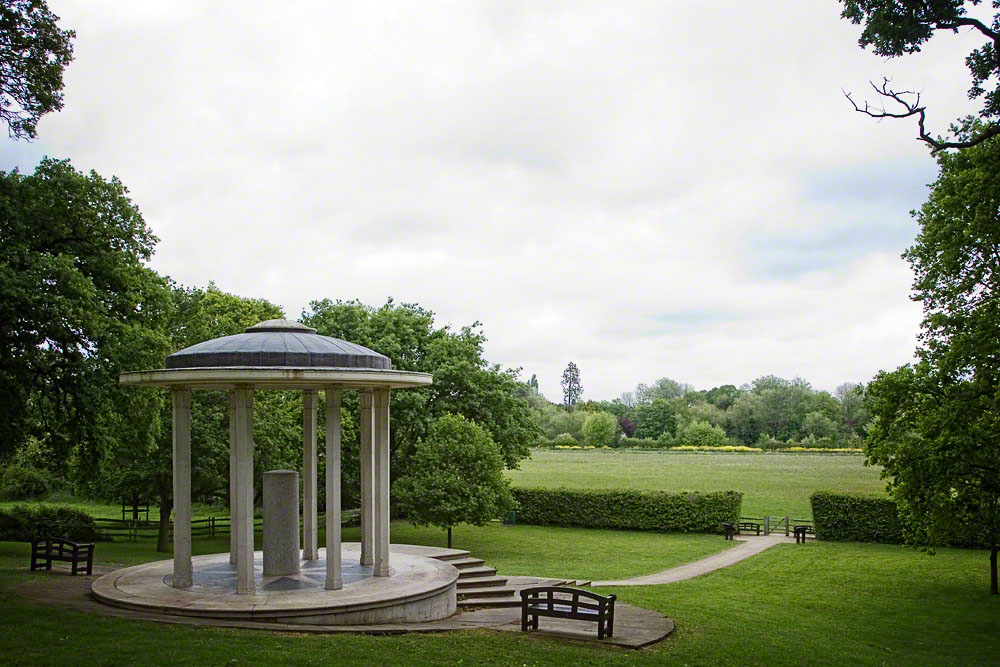
Das Magna-Carta-Monument in Runnymede

Die Schlacht von Bouvines nahm Johann nicht nur die letzte Gelegenheit, das 1204 zerschlagene Reich seiner Familie (angevinisches Reich) zurückzuerobern, sie brachte zugleich auch eine verfassungsgeschichtliche Entwicklung in Gang, welche den weiteren Verlauf der englischen Geschichte beeinflussen sollte. Neben das von Wilhelm dem Eroberer 1066 begründeten anglo-normannischen Königtum trat nun die ihm übergeordnete Instanz der Versammlung der Kronvasallen, der sich der König fortan verpflichten musste, seine Politik zur Diskussion vorzulegen. Damit wurden die Grundlagen des englischen Parlamentarismus gelegt, der nicht zuletzt auch einen bedeutenden Einfluss auf den in Amerika und dem europäischen Festland übte.
Eine ebenfalls für England entscheidende Folge der Schlacht war die allmähliche Entwicklung eines insularen Nationalbewusstseins. Der hauptsächlich aus Frankreich stammende Adel der Insel und nicht zuletzt auch das Königshaus selbst verloren im Ergebnis der Schlacht die Stammbesitzungen ihrer Familien und damit auch die ideelle Verbundenheit mit der Heimat ihrer Vorfahren. Sie integrierten sich gezwungenermaßen in die von ihnen seit fast 150 Jahren beherrschte angelsächsische Bevölkerung und nahmen eine eigenständige, englische Mentalität an.

### Kapetinger und Frankreich
In Frankreich begünstigte die Schlacht von Bouvines eine gegensätzliche Entwicklung. Bereits vor der Schlacht war König Philipp II. in seiner gesamten Regierungszeit darin engagiert, die Krongewalt gegenüber den großen Vasallen seines Königreiches durchzusetzen. Mit der Zerschlagung des angevinischen Reichs 1204 verhalf er diesem Bestreben schließlich zum Durchbruch. Mit dem Sieg bei Bouvines verteidigte König Philipp sein bis dahin Erreichtes und wehrte den letzten ernstzunehmenden Versuch der Plantagenets ab, ihr verlorengegangenes Familienreich zurückzuerobern. Die folgenden Auseinandersetzungen Johann Ohnelands und dessen Sohnes, Heinrich III., mit ihren englischen Baronen untergruben jeden weiteren Versuch. Doch erst im Frieden von Paris 1259 war Heinrich III. bereit, die bei Bouvines geschaffenen Tatsachen vertraglich anzuerkennen.
Der Sieg bei Bouvines erlaubte es Philipp II. und seinen Nachfolgern, eine königliche Höchstgewalt über alle Regionen ihres Königreiches zu etablieren, die mit der Krone ihre einzig gültige rechtliche und politische Legitimationsgrundlage besaß. Dem noch heute in Frankreich vorherrschenden Zentralismus wurde damit zum entscheidenden Durchbruch verholfen. Die Macht der Feudalfürsten wurde von nun an schrittweise eingeschränkt, schon zu Philipps Zeiten war keiner der Herzöge oder Grafen mächtig genug, um sich noch eine Feindschaft zur Krone leisten zu können. Der hochmittelalterliche Feudalismus, der Frankreich fast 300 Jahre geprägt hatte, fand damit sein baldiges Ende und sollte im weiteren Verlauf des 13. Jahrhunderts zunehmend einem monarchischen Gedanken weichen, der bereits unter Philipp IV. dem Schönen (1285–1314) einen frühabsolutistischen Charakter aufwies.
Gleichzeitig markierte die Schlacht einen grundlegenden Wandel in den bisherigen Beziehungen Frankreichs zum römisch-deutschen Reich. Immer weiter entfernte man sich von der Vorstellung, in dem römischen Kaiser die höchste weltliche Autorität der christlichen Welt zu erkennen. Stattdessen beanspruchte der König von Frankreich nun bezugnehmend auf das dynastische und rechtliche Erbe der Karolinger eine dem römischen Kaiser gleichgestellte Position. Allein schon die Tatsache, dass der deutsche Thronstreit von französischen Waffen entschieden wurde, bestärkte schon Philipp II. in dieser Haltung. Symbolisch machte er dies deutlich, indem er die erbeutete Standarte des Reichsadlers mit seinen zerbrochenen Flügeln seinem Verbündeten Friedrich II. zuschickte. Ein Geistlicher aus dem Kloster Petersberg bei Halle berichtete diese Szene mit dem Kommentar: „Seit jener Zeit wurde der Name der Deutschen bei den Galliern missachtet.“ Aber schon vor der Schlacht hatte Philipp mit der Bestätigung durch den Papst einen Oberherrschaftsanspruch des römischen Kaisertums auf Frankreich abgestritten (siehe: Dekretale Per Venerabilem).

## Rezeption
Schon kurz nach der Schlacht begann dieses Ereignis in der Wahrnehmung der französischen Zeitgenossen einen Stellenwert von hoher nationaler Bedeutung einzunehmen. Dazu beigetragen hatte die Beteiligung der nordfranzösischen Kommunalmilizen an dem Kampf und das damit eintretende Empfinden unter dem einfachen Bürger, an der Verteidigung des Königreichs ebenso viel Anteil gehabt zu haben wie die Fürsten und Ritter. Der Sonntag von Bouvines gilt heute im nationalen Gedächtnis der Franzosen als einer der „Trente journées qui ont fait la France“, einer der dreißig Tage an dem Frankreich entstand, und damit als einer der Fixpunkte in der Entstehung eines französischen Nationalbewusstseins.

### Der Mythos
Schnell bildete sich um die Schlacht ein nationaler Mythos heraus. Den Anfang machte die Verschronik La Philippide des königlichen Kaplans Wilhelm Brito. Mit diesem Lobgesang auf die Herrschaft König Philipps II. August wollte Brito sich und seinem König ein literarisches Denkmal setzen. Das unmittelbar nach der Schlacht begonnene und 1224 abgeschlossene Werk umfasst 12 Gesänge und annähernd 10.000 Verse. Die Schlacht von Bouvines nimmt allein die letzten drei Gesänge ein und bildet, als ein Gottesurteil mit der Liturgie eines gerichtlichen Zweikampfes, den Höhepunkt eines ewig währenden Kreuzzuges, indem sich das Gute gegen das Böse durchsetzt. Brito lässt den König als ewigen Rächer Gottes, als Helfer der Kreuzfahrer und der Kirche auftreten, während zugleich die Unterstützer der Häretiker (Johann Ohneland) und die gebannten Abgesandten des Teufels (Kaiser Otto IV.) verdammt werden.

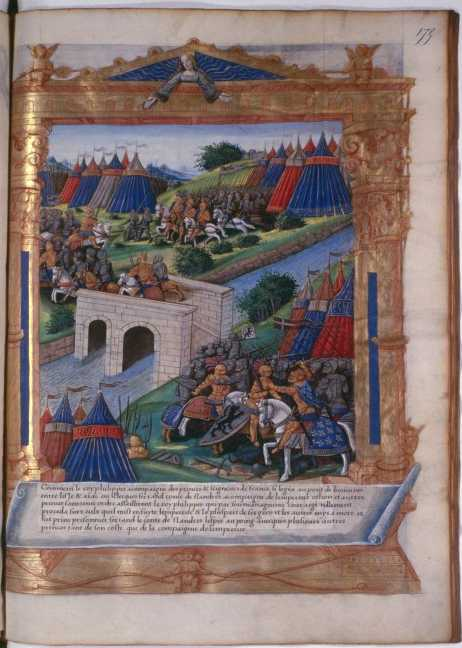
Die Schlacht von Bouvines. (Darstellung aus La Toison d’or des Guillaume Fillastre, 15. Jahrhundert.)

Neben der Überhöhung des Königs unternahm Brito als erster Autor überhaupt eine umfassende Verklärung des französischen Volkes, das er von Gesinnung und Abstammung deutlich von anderen Völkern abgegrenzt und über sie erhoben sehen wollte. Schon im 7. Jahrhundert wurde den Franzosen von Fredegar eine Abstammung von den Trojanern beschieden. Brito griff dies auf, indem er König Philipp in den Gewändern des Aeneas gekleidet am Tag der Schlacht zu den „Nachfahren der Trojaner“ sprechen lässt. In der Schlacht stehen dann die edel zu Pferde kämpfenden „Söhne Galliens“ den finsteren „Teutonen“ gegenüber, die wie Knechte zu Fuß kämpfen. Auch die Flamen, die immerhin dem französischen Königreich angehörten, wollte Brito nicht mehr zu den Franzosen zählen, da sie schließlich eine deutsche Mundart sprechen. Die Ritter König Johann Ohnelands bezeichnete er als „Söhne Englands“, sofern sie auch tatsächlich von der Insel stammten. Jene aber die vom französischen Festland, aus dem angevinischen Länderkomplex, stammten waren für ihn ebenso „Gallier“. Im Lager des Feindes erkannte Brito nur den Grafen von Boulogne als „Kind französischer Eltern“, da dieser auch aus Frankreich stammte und von bösen Geistern vom rechten Pfad gelockt wurde. Die Schlacht selbst habe schließlich bewiesen, dass die Deutschen „den Franzosen wirklich unterlegen sind, …und das französischer Kampfesmut die deutsche Gewalt allemal bezwingt.“ Auch lässt der Autor den König nicht für ein dynastisches Erbe oder für die bloße Niederwerfung von Häretikern kämpfen, sondern für das Schicksal einer ganzen Nation. Entsprechend wird der Sieg nicht als ein Ergebnis einer Tat eines Herrschers wie Caesar oder einer Stadt wie Rom gefeiert, sondern durch den gesamten „Leib des Königreichs“. Das heißt, in jeder Burg, in jeder Stadt und in allen Regionen des Landes, auch in den angevinischen Teilen, die noch von den Plantagenets gehalten wurden, habe die Bevölkerung den Sieg als eine Waffentat ihres Volkes gefeiert. In dieser Beschreibung ließ Brito für einen kurzen Augenblick auch jede Standesschranke fallen, welche die gesellschaftliche Ordnung des Mittelalters in Kämpfer, Bauern und Betenden einteilten, in dem er sie alle in „scharlachroter Pracht“ (Purpur) feiern lässt.
Bouvines blieb in Frankreich das gesamte 13. Jahrhundert hindurch in lebhafter Erinnerung. Neue Beschreibungen der Schlacht wurden verfasst, welche mehr noch als es die Philippide schon tat, den wahren Hergang der Ereignisse verzerrt und übertriebenen vermitteln. Beispielsweise berichtete der Mönch Richer von Senones in der zweiten Hälfte des Jahrhunderts, das Kaiser Otto IV. über 25.000 Ritter und 80.000 Fußknechte mit sich geführt um schließlich 30.000 Mann durch Kampf und Gefangenschaft verloren habe. Auf französischer Seite hätten hingegen nur ein Ritter und ein berittener Knecht ihr Leben lassen müssen. Weiterhin sei der Sieg einzig der wundertätigen Kraft der Oriflamme und ihres Trägers, Galon de Montigny, zu verdanken gewesen. Dem Franziskanerbruder Thomas aus der Toskana nach, der 1278 schrieb, hätten die Franzosen gegen eine zehnfache Übermacht gekämpft. Ähnlich ausgeschmückte Geschichten verfassten der anonyme Ménestrel von Reims und Philippe Mouskes.
Noch vor dem Jahr 1250 wurden in Arras 42 Verse auf Französisch, welche die Schlacht beschrieben, in dem Torbogen der Porte Sainte-Nicolas gemeißelt. Das Tor ist damit eine der ersten öffentlichen Gedenkstätten, die auf die Schlacht hinwiesen. Bevor die Verse im 17. Jahrhundert vollständig verwitterten, wurden sie einmal unvollständig 1611 vom örtlichen Pfarrer Ferry de Locre und 1616 einmal vollständig von dem Advokaten Antoine de Mol kopiert. König Ludwig IX. der Heilige ließ in Paris die Kirche Sainte-Catherine-du-Val-des-Écoliers bauen, in Erinnerung an seinen Vater, seinen Großvater und den Sieg, den beide bei Bouvines davongetragen hatten.

### Die Schlacht außerhalb Frankreichs
In England wurde die Schlacht trotz der damit verbundenen Niederlage König Johann Ohnelands weitgehend positiv aufgefasst. Die mehrheitlich geistlichen Chronisten übten hier Anerkennung für den Sieg Philipps, was nicht weiter verwundert, da ihr eigener König noch wenige Jahre zuvor gebannt wurde und sich gewaltsam der Kloster- und Kirchenschätze seines Landes angeeignet hatte. Matthäus Paris, der das Werk Wendovers mit seiner Chronica Majora fortgesetzt hatte, bezeichnete in einer abschließenden Übersicht die Schlacht als eine der wenigen „rühmlichen Geschehnisse“ die sich seines Wissens, in den letzten fünfzig Jahren ereignet hätten. Allerdings versuchten einige englische Berichte den Sieg der Franzosen zu schmälern. Die Geschichte Wilhelm Marschalls (L’Histoire de Guillaume le Maréchal) hob beispielsweise die Hinterlist und Feigheit der Franzosen hervor und präsentierte mit dem Grafen von Salisbury den einzig wirklichen Helden der Schlacht.
In Deutschland erschienen die meisten Bemerkungen zur Schlacht im lothringischen Raum, der bedingt durch seine damalige Grenzlage von den Ereignissen im benachbarten Frankreich und Flandern beeinflusst war. Daneben erschienen im sächsischen Raum, dem Zentrum von Kaiser Ottos Macht, mehrere Berichte, die naturgemäß eine den französischen Berichten entgegengesetzte Version der Geschehnisse liefern. So ist hier von einer Flucht des Kaisers nichts zu erfahren. Auch hätte der Kaiser und seine Ritter ehrenhaft und in Unterzahl gegen listige Franzosen kämpfen müssen, die den Sieg nur davon getragen haben, weil die dem Kaiser eine Falle gestellt hätten. Aus den Fragmenten einer Chronik der Fürsten von Braunschweig ist zu entnehmen, dass Kaiser Otto ein wahrer Friedensfürst gewesen war, der gegen seinen Willen von den Franzosen zur Schlacht herausgefordert wurde.
In Italien wurde die Schlacht nur in vier zeitgenössischen Berichten erwähnt, darunter einmal von den Mönchen von Montecassino, die sich mit der Politik Kaiser Friedrichs II. befasst hatten. Im Frankreich südlich der Loire wurde sie nur ganze drei Mal erwähnt, in Katalonien nur einmal in einer Chronik der Abtei von Ripoll. Die Aufmerksamkeit der Bevölkerung dieser Regionen lag eher bei den Schlachten von Las Navas de Tolosa und Muret.

### Erinnerung
Mit dem Beginn des Hundertjährigen Krieges in der ersten Hälfte des 14. Jahrhunderts fing die Erinnerung an die Schlacht bei Bouvines allmählich an zu verblassen. Zwar blieb im allgemeinen Bewusstsein des französischen Volkes der Sieg ihres Königs über einen Kaiser haften, aber die aktuellen Niederlagen bei Crécy und Poitiers ließen bei den Franzosen mit den Engländern ein neues Feindbild in den Vordergrund rücken, während man zu den deutschen Kaisern gute Beziehungen pflegte. Weiterhin wurde der Ruhm von Bouvines von der Heiligenverehrung König Ludwigs IX. und schließlich von den großen Triumphen des Bertrand du Guesclin und der Jeanne d’Arc über die Engländer in den Schatten gestellt. Im 17. Jahrhundert erweckte Bouvines bei Historikern nur leichtes Interesse. Mézeray beschrieb die Schlacht in seinem 1643 erschienenen Werk auf neun Seiten, Guillaume Marcel zeichnete sie 1686 in groben Zügen nach. Beide orientieren sich dabei lose an Britos Bericht aus der Gesta.

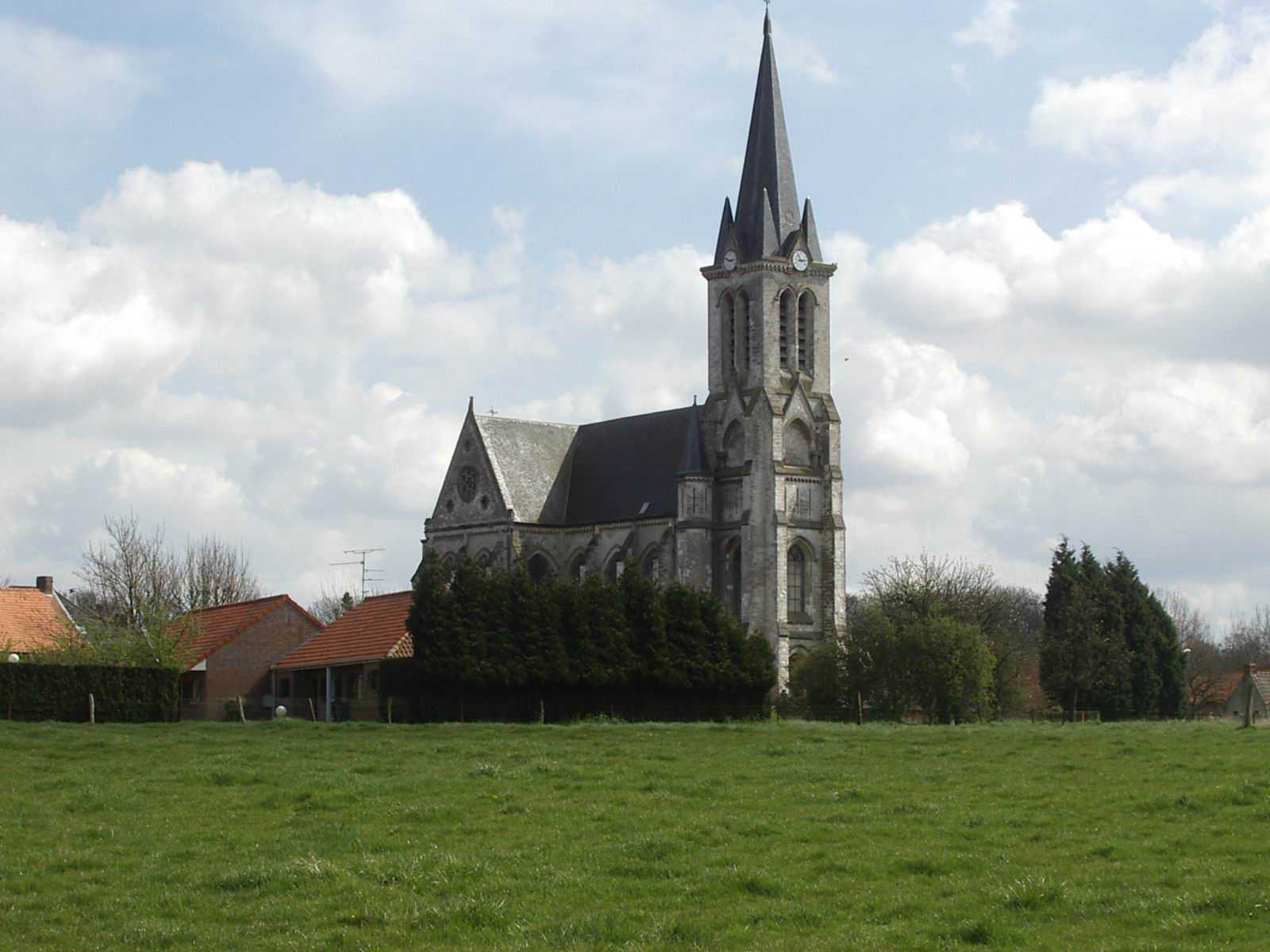
Die Fenster der im 13. Jahrhundert im gotischen Stil errichteten Kirche Saint-Pierre von Bouvines wurden zwischen 1880 und 1885 unter der Leitung von Henri Delpech mit Glasmalereien versehen, die Szenen aus der Schlacht zeigen.

Erst während der Julimonarchie (1830–1848) fand die Erinnerung an Bouvines ein regelrechtes Wiederaufleben. Bestimmt von der aufkommenden Romantik und durch die Tatsache, dass die Verfechter des Bürgerkönigtums zahlreiche Argumente aus den Schlachtberichten schöpfen konnten. Guizot beschrieb König Philipp II. als den ersten französischen König, welcher der Monarchie den „Charakter eines verständigen, auf die Verbesserung der sozialen Verhältnisse bedachten Wohlwollens“ verlieh. Später hob er die Bedeutung der Kommunalmilizen für die Schlacht hervor, die mit einer „dem feudalen Kriegsheer weit überlegener Kraft“ den Sieg zu einem „Werk des Königs und des Volkes“ als Folge der „Vereinigung aller Klassen“ machten. Für den antiklerikalen Michelet hingegen schien die Schlacht „keine bemerkenswerte Angelegenheit gewesen zu sein“, da sie nur das Bündnis zwischen Thron und Altar verstärkt habe. Für ihn war sie ein Sieg der Bigotterie und der grundherrlichen Unterdrückung. Vor diesen beiden hatte aber schon Augustin Thierry, dem Guizot weitgehend beigepflichtet hatte, den überlieferten Zeugnissen einer systematischen Kritik zu unterziehen gefordert, um historische Verzerrungen von der chronologischen Wahrheit zu trennen. 1845 begann ein Archäologenkongress Pläne zum Bau eines Denkmals am Schlachtort zu entwerfen. 1863 wurde der noch heute stehende sechs Meter hohe Obelisk errichtet, der lediglich die Zahl 1214 als Inschrift enthält. Man wollte damit Rücksicht auf das Befinden der in Frankreich lebenden Flamen nehmen, da man sie mehr noch als die Deutschen als die wahren Verlierer der Schlacht betrachtete.
Dies änderte sich nach dem Deutsch-Französischen Krieg 1870/71. Erneut wurde der deutsche Kaiser zum Hauptfeind der Franzosen und das Gedenken an die Schlacht bei Bouvines wurde von der nationalistischen Propaganda vereinnahmt, in der sie nach der Schlacht um Alesia als zweite Manifestation eines französischen Patriotismus galt. In den Schulbüchern des späten 19. und frühen 20. Jahrhunderts wurde die Schlacht als ein Sieg des französischen Volkes über das Feudalwesen beschrieben, welches bis dahin unheilvolle Einflüsse auf das Nationalbewusstsein ausgeübt habe. Ernest Lavisse beschrieb die Schlacht in seinem 1894 herausgegebenen Cours als den „ersten nationalen Sieg“. Blanchet und Périard bekräftigen 1901 erneut die entscheidende Rolle der Kommunen am Sieg und 1903 stellte Calvet fest, dass Bouvines „der erste Sieg über die Deutschen“ war. In Deutschland selbst wurde die Schlacht als ein Beispiel einer deutsch-französischen Erbfeindschaft herangezogen.
1903 ordnete Papst Leo XIII. die Überführung von Reliquien der heiligen Fulgentius und Saturnia in die Kirche von Bouvines an. Im Juni 1914 wurde der Bau eines Nationalmonuments auf dem Schlachtfeld beschlossen, das eine monumentale Reiterstatue König Philipps II. enthalten sollte. Damit wollte man den Deutschen nacheifern, die im Vorjahr das Völkerschlachtdenkmal errichtet hatten. Das Projekt scheiterte schließlich nach dem Ausbruch des Ersten Weltkriegs wenige Wochen später. Nach dem Zweiten Weltkrieg verlor Bouvines als Symbol nationalistischen Denkens angesichts der aufkommenden europäischen Bewegung und der Versöhnung mit Deutschland seine Bedeutung. In französischen Schulbüchern verschwand es gänzlich, lediglich in den Lehrbüchern der Gymnasien wurde die Schlacht kurz erwähnt.